# Der siebente Kontinent
Der siebente Kontinent is een Oostenrijkse dramafilm uit 1989 onder regie van Michael Haneke.

## Verhaal
De leden van een keurig gezin met dochtertje zijn al lang niet meer tevreden over hun leven. Het gezin denkt af en toe aan emigreren. De vraag of ze hun dochtertje met zich moeten meenemen, wordt met een bijna wiskundige rationaliteit overwogen.

## Rolverdeling
| Acteur          | Personage                  |
| --------------- | -------------------------- |
| Birgit Doll     | Anna Schober               |
| Dieter Berner   | Georg Schober              |
| Leni Tanzer     | Evi Schober                |
| Udo Samel       | Alexander                  |
| Silvia Fenz     | Klant bij de opticien      |
| Robert Dietl    |                            |
| Elisabeth Rath  | Lerares                    |
| Georges Kern    |                            |
| Georg Friedrich | Storingsdienst van de post |